# Luis Fernando Herrera
Luis Fernando Herrera Arango (Medellín, 12 de junio de 1962), más conocido como El Chonto Herrera, es un exfutbolista y técnico de fútbol colombiano.  Se desempeñaba como carrilero o lateral y es considerado uno de los mejores carrileros de la historia de Colombia. Jugó los mundiales de 1990, 1994 y las eliminatorias de Francia 1998.

## Trayectoria como jugador
Herrera debutó en Independiente Medellín, pasó al Club Atlético Bucaramanga, continuó en la América de Cali, luego  al Atlético Nacional, equipo en cual alcanzó sus más grandes logros deportivos, incluido el título de la Copa Libertadores de América de 1989; además, jugó los mundiales de Italia 1990 y Estados Unidos 1994.
Con Atlético Nacional disputaría 282 partidos llegando a celebrar 2 goles y 4 títulos.

## Trayectoria como entrenador
En el torneo Adecuación de 1997 jugando para el Deportivo Pereira tendría al mismo tiempo que dirigir al club de manera interina, tras el despido Hugo Tobón en las últimas fechas del campeonato. En dicha temporada el Chonto se retira del fútbol profesional y se marcha del país.
Durante una década (1998-2008) vivió en los Estados Unidos allí trabajo con las divisiones menores de equipos de New York y Miami. Paralelamente fundó su escuela de fútbol llamada "Chonto Herrera Soccer Academy".
Para mediados del 2008 regreso al país y hasta 2012 fue asistente juntó con "Panelo Valencia" de Alexis García en La Equidad, luego entre 2013 y 2017 asistiría a Leonel Álvarez.
El día 24 de marzo de 2019 debutó como entrenador en propiedad del Atlético Huila. Ocuparía el cargo hasta el 11 de agosto tras empatar a un tanto con Millonarios en la fecha 5 del torneo finalización.

## Selección nacional
Fue internacional 66 ocasiones con la Selección Colombia, entre las que se destacan sus participaciones en Copa América (1987, 1989, 1991 y 1993) y en los mundiales de Italia 1990 y Estados Unidos 1994; también participó en las Eliminatorias para los mundiales de 1994 y 1998, en esta última disputando sólo un partido, el cual sería el último con su selección que fue el 2 de junio de 1996 frente a Perú el cual quedó empatado.

### Participaciones enCopas del Mundo
| Mundial                  | Sede                     | Resultado                | PJ | GA | Asis |
| ------------------------ | ------------------------ | ------------------------ | -- | -- | ---- |
| Mundial de Italia 1990   | Italia                   | Octavos de final         | 4  | 0  | 0    |
| Mundial de USA 1994      | Estados Unidos           | Fase de grupos           | 3  | 0  | 0    |
| Total en Copas del Mundo | Total en Copas del Mundo | Total en Copas del Mundo | 7  | 0  | 0    |

### Participaciones enCopas América
| Torneo                 | Sede                   | Resultado              | PJ | GA | Asis |
| ---------------------- | ---------------------- | ---------------------- | -- | -- | ---- |
| Copa América 1987      | Argentina              | Tercer lugar           | 4  | 0  | 0    |
| Copa América 1991      | Chile                  | Cuarto lugar           | 5  | 0  | 0    |
| Copa América 1993      | Ecuador                | Tercer lugar           | 6  | 0  | 1    |
| Total en Copas América | Total en Copas América | Total en Copas América | 15 | 0  | 1    |

### Participaciones enEliminatorias al Mundial
| Eliminatoria                          | Sede del Mundial       | Posición               | Resultado   | PJ | GA | Asis |
| ------------------------------------- | ---------------------- | ---------------------- | ----------- | -- | -- | ---- |
| Eliminatorias Mundial de USA 1994     | Estados Unidos         | 1°lugar 10pts Grupo A  | Clasificado | 5  | 0  | 0    |
| Eliminatorias Mundial de Francia 1998 | Francia                | 3°lugar 28pts          | Clasificado | 1  | 0  | 0    |
| Total en Eliminatorias                | Total en Eliminatorias | Total en Eliminatorias | 2/2         | 6  | 0  | 0    |

## Clubes

### Como jugador
| Club                      | País     | Año       |
| ------------------------- | -------- | --------- |
| Independiente Medellín    | Colombia | 1980-1983 |
| Club Atlético Bucaramanga | Colombia | 1984-1985 |
| América de Cali           | Colombia | 1986      |
| Atlético Nacional         | Colombia | 1987-1996 |
| Independiente Medellín    | Colombia | 1997      |
| Deportivo Pereira         | Colombia | 1997      |

### Como asistente
| Club                   | País     | Año     | Asistente De   |
| ---------------------- | -------- | ------- | -------------- |
| La Equidad             | Colombia | 2008-12 | Alexis García  |
| Deportivo Cali         | Colombia | 2013-14 | Leonel Álvarez |
| Independiente Medellín | Colombia | 2015-16 | Leonel Álvarez |
| Cerro Porteño          | Paraguay | 2017    | Leonel Álvarez |

### Como entrenador
| Atlético Huila · Colombia |    |   |   |   |    |    |      |
| Apertura 2019             | 10 | 3 | 3 | 4 | 10 | 12 | (-2) |
| Finalización 2019         | 5  | 1 | 3 | 1 | 7  | -9 | (-2) |
| Copa Colombia 2019        | 4  | 2 | 2 | 0 | 6  | 3  | (3)  |
| Total club                | 19 | 6 | 8 | 5 | 23 | 24 | (-1) |

## Palmarés

### Como futbolista

#### Campeonatos nacionales
| Título                | Club              | País     | Año  |
| --------------------- | ----------------- | -------- | ---- |
| Campeonato colombiano | América de Cali   | Colombia | 1986 |
| Campeonato colombiano | Atlético Nacional | Colombia | 1991 |
| Campeonato colombiano | Atlético Nacional | Colombia | 1994 |

#### Copas internacionales
| Título              | Club              | Sede             | Año  |
| ------------------- | ----------------- | ---------------- | ---- |
| Copa Libertadores   | Atlético Nacional | Bogotá           | 1989 |
| Copa Interamericana | Atlético Nacional | Ciudad de México | 1990 |

### Como asistente

#### Campeonatos nacionales
| Título                | Club                   | País     | Año  |
| --------------------- | ---------------------- | -------- | ---- |
| Copa Colombia         | La Equidad             | Colombia | 2008 |
| Superliga de Colombia | Deportivo Cali         | Colombia | 2014 |
| Torneo Apertura       | Independiente Medellín | Colombia | 2016 |
| Torneo Clausura       | Cerro Porteño          | Paraguay | 2017 |